# Martin Alexander Schoeller
Martin Alexander Schoeller (* 6. Dezember 1955) ist ein deutsch-schweizerischer Unternehmer. Er fungiert als Co-Chairman der Schoeller Group. Zudem ist er Mitbegründer mehrerer Unternehmen und Co-Geschäftsführer des Verbands der Familie Schoeller.

## Leben und Wirken

### Familie
Martin Schoeller entstammt der Unternehmerfamilie Schoeller. Er ist der Sohn von Alexander Schoeller (1911–1972), der 1937 eine Fabrik für Verpackungstechnik gründete, und Enkel des Fabrikanten und Ethnologen Max Schoeller. Martin Schoeller und sein Bruder Christoph entstammen der zweiten Ehe von Alexander Schoeller mit Christina, geborene von Miller (später Gräfin Podewils).

### Werdegang
Schoeller schloss sein Studium an der ETH Zürich als Diplom-Ingenieur ETH ab. Seine berufliche Laufbahn begann er 1980 als Produktionsleiter in Brasilien. Von 1982 bis 1984 war er für den internationalen Vertrieb von Lizenzen und Werkzeugen verantwortlich.
Seit 1984 leitet er gemeinsam mit seinem Bruder Christoph als Co-Chairman die Schoeller Holding, die aus dem Ingenieurbüro Schoeller International hervorging und ihren Sitz in Pullach bei München hat. Dabei verantwortet Martin Schoeller den Industrie-Bereich, Christoph Schoeller die Logistik-Dienstleistungen.
Die beiden Brüder das Familienunternehmen, das anfangs ca. 50 Mitarbeiter beschäftigte, zu einer weltweit operierende Firmengruppe entwickelt, die mehr als 4000 Mitarbeiter beschäftigt und einen Jahresumsatz von mehr als 1,2 Milliarden Euro erwirtschaftet. Unter dem Dach der Holding sind mehrere international tätige Tochterunternehmen vereint, darunter Schoeller Allibert sowie trans-o-flex. Die Schoeller Gruppe ist in den Bereichen Apparatebau, Herstellung organischer Kaffee-Kapseln, Logistik-Dienstleistungen für Pharma- und Elektrofachhandel sowie Immobilien tätig. Die Brüder gründeten zunächst ein Produktionsunternehmen in Düsseldorf, das sie 1989 mit der Gruppe fusionierten, wobei sie gleichzeitig ihre Geschwister aus dem Familienunternehmen herauskauften. Zum Start des EU-Binnenmarkts 1993 war die Schoeller Gruppe mit eigenen Werken in sechs europäischen Ländern vertreten.
Zudem ist Schoeller Mitgründer der Unternehmen GESI Giga Batteries, Multiloop und Smart Container Loop.

### Engagement
Schoeller fungiert als Honorarkonsul von Togo und gründete 2022 das Africa First Network, um unternehmerische Investitionen in Afrika zu fördern. Auch ist er Mitgründer der Stiftung Initiative Mehrweg, die 1996 auf Initiative des ehemaligen Bundesumweltministers Klaus Töpfer in Berlin gegründet wurde und den Mehrweg-Anteil und damit die Kreislaufwirtschaft fördern soll.
Schoeller ist Mitglied des Landesvorstands des Verbandes der Familienunternehmer in Bayern. Während seiner Zeit als Landesvorsitzender dieses Verbandes (ab 2011) initiierte er 2015 die Münchner Europa Konferenz (Munich European Conference). Zudem gehört er dem Freundes- und Förderkreis Deutsches Museum e. V. an, das von seinem Urgroßvater Oskar von Miller gegründet wurde. Er rief gemeinsam mit dem Freundeskreis Hendrik teNeues den Hendrik teNeues Photography Award für junge Künstler ins Leben – in Gedenken an den 2019 verstorbenen Kunstbuchverleger. Er ist Gründungsmäzen des Projektes Biotopia – Naturkundemuseum Bayern e.V.

## Publikationen
- mit Daniel Schönwitz: Afrika First! Die Agenda für unsere gemeinsame Zukunft. Berg & Feierabend Verlag, Berlin 2020, ISBN 978-3-948272-08-1.